# ダイオキシン類関係公害防止管理者
ダイオキシン類関係公害防止管理者（だいおきしんるいかんけいこうがいぼうしかんりしゃ）は、公害防止管理者国家資格のうちの1つ。経済産業省、環境省管轄。
国家試験は年1回(10月第1日曜日)、一般社団法人産業環境管理協会が実施する。

## 試験科目
1. 公害総論
2. ダイオキシン類概論
3. ダイオキシン類特論